# 荷西·柏度沙·加倫
荷西·安東尼奧·柏度沙·加倫（西班牙語：José Antonio Pedrosa Galán；1986年2月2日—），生於西班牙雷昂卡斯提亞，西班牙足球運動員，司職中場。

## 球員生涯
加倫生於西班牙雷昂卡斯提亞，出身於利安尼沙的青訓系統，於2005年代表馬德里體育會C隊征戰西丙聯賽，期間就曾與阿古路和費蘭度托利斯與迪基亞等球星做隊友，到2007年，加倫於托萊多一年後轉投艾美利亞B隊，最初分配到在第四級聯賽征戰的B隊，至2009年11月獲一隊教練曉高山齊士徵召，惟他期間遭受嚴重的膝傷，迫使他養傷十個月，隨後他被馬德里體育會放棄，並於2010年9月重返西丙球會阿斯托爾加體育會。
在2011年1月，加倫加盟同一聯賽球會科馬卡尼甲，至同年7月16日回歸母會利安尼沙。在接下來的1月31日，他同意與泰超球會猜納犀鳥達成為期一年的協議，成為首位在賽事亮相的西班牙人，直到2012年6月，加倫因腳踝受傷而被放棄，到2013年2月與印尼球會臨杜達簽訂為期兩年的合同，成為該國首個西班牙球員。
在2014年3月1日，加倫與奧地利超級聯賽球會聖普爾頓簽約，惟缺乏出場機會下，於2015年轉投約旦球會沙巴阿羅登，至2015年9月3日加盟塞浦路斯甲組球會艾里斯利馬素，不過由於球會欠薪，令他在12月離隊，在接下來加倫加盟羅馬尼亞球會席洛爾與同鄉洛迪古斯做隊友，不幸地他們亦遭遇到同樣的命運，遭球會欠薪，所以他在2016年分別效力印尼球會佩西拉及芬蘭球會羅凡尼米，更協助前者當選7月最佳球隊，他於2017年7月26日在其社交網站確認來香港，加盟新成立的港超聯球隊夢想FC。

## 家庭生活
加倫於2017年11月1日與女朋友Paloma在中環註冊結婚並邀請夢想FC副隊長柏保路與其女朋友做證婚人。

## 球會榮譽
聖普爾頓
- 奧地利盃亞軍（2013–14季度）

## 外部連結
- Transfermarkt （页面存档备份，存于）
- Soccerway資料庫 （页面存档备份，存于）